# Premio Nadar
Il Premio Nadar (Prix Nadar) viene assegnato ogni anno a un libro edito in Francia avente per argomento la fotografia. È stato creato nel 1955 da Albert Plécy per Gens d'Images.
La giuria è composta da personalità appartenenti alle diverse professioni che hanno a che fare con l'editoria fotografica. La presidente di giuria è Sylvie Aubenas, direttrice delle stampe e della fotografia alla Biblioteca nazionale di Francia. Segretaria generale è Gaëlle Mauduit, direttrice editoriale.

## Vincitori
- 1955: Werner Bischof, Japon, éd. Delpire
- 1956: Fulvio Roiter, Ombrie, éditions Clairefontaine
- 1957: William Klein, New York, éditions du Seuil
- 1958: Michel Cot, La Glace à deux faces, éditions Arthaud
- 1959: Serge Moulinier, L'Ordre grec, éditions Arthaud
- 1960: Emil Schulthess, Afrique, éditions Delpire
- 1961: Jean Dieuzaide, Catalogne romane, éditions Zodiaque
- 1962: Alexandre Liberman, Les Maîtres de l'art contemporain, éditions Arthaud
- 1963: Ferdinando Scianna, Feste Religiose in Sicilia
- 1964: André Jammes, Charles Nègre photographe, éditions André Jammes
- 1965: Madeleine Hours, Les Secrets des chefs-d'œuvres, éditions Pont Royal
- 1966: Sam Haskins, Cow Boy Kate, éditions Prisma
- 1967: Éric Lessing, L'Odyssée, éditions Hatier
- 1968: John Craven, Deux cents millions d'Américains, éditions Hachette
- 1969: Erwin Fieger, Treize photo-essais, éditions Accidentia
- 1970: Étienne Sved, Province des campaniles, éditions Sved Hachette
- 1971: Henri Cartier-Bresson, Vive la France, éditions Laffont-Sélection
- 1972: Jean-Marie Baufle et Philippe Varin, La Chasse photographique, éditions Hachette
- 1973: André Kertész, Soixante ans de photographies, éditions Le Chêne
- 1974: Gina Lollobrigida, Italia mia, éditions Flammarion
- 1975: Collectif VU, Par Life, éditions Life
- 1976: Georg Gester, La Terre de l'Homme, éditions Atlantis
- 1977: André Martin, Les noires vallées du repentir, éditions Entente
- 1978: Joseph Koudelka, Gitans la fin du voyage, éditions Delpire
- 1981: Willy Ronis, Au Fil du hasard, éditions Contrejour
- 1982: August Sander, Hommes du XXème siècle, éditions Le Chêne
- 1983: François Hers, Récits, éditions Herscher
- 1984: Collection Photopoche, Centre national de la photographie
- 1985: Jean-Claude Lemagny, La photographie créative, éditions Contrejour
- 1986: Mission photographique de la DATAR, Paysages photographiés, éditions Hazan
- 1987: William A. Ewing, Hoyningen-Huene, L'élégance des années 30, éditions Denoël
- 1988: André Kertész, Hologramme
- 1989: Collectif, Splendeurs et misères du corps, éditions Paris-Audiovisuel et Musée d'Art d'Histoire de Fribourg
- 1990: Jean Mounicq, Paris retraversé, Imprimerie nationale
- 1991: Irving Penn, En passant, édition Nathan Image
- 1992: Michel Séméniako, Dieux de la nuit, éditions Marval
- 1993: Gilles Mora et Walker Evans, La Soif du regard, éditions du Seuil
- 1994: Richard Avedon, Evidence 1944-1994, édition Schirmer/Mosel
- 1995: Jean-Pierre Montier, L'Art sans art d'Henri Cartier-Bresson, éditions Flammarion
- 1996:
  - Marie Cécile Bruwier, Les Pyramides de Giseh à travers l'histoire de la photographie
  - Alain d'Hooghe, Les Trois Grandes Égyptiennes, éditions Marval
- 1997: Christian Bouqueret, Des années folles aux années noires, éditions Marval
- 1998: ouvrage collectif, Anthologie de la photographie africaine et de l'Océan Indien, éd. Revue Noire, ISBN 2909571300
- 1999: Michael Ackerman, End Time City, éditions Delpire
- 2000: Raymond Depardon, Détours
- 2001: Jean Gaumy (fotografie) et Hervé Hamon (récit), Le Livre des tempêtes, à bord de l'Abeille Flandre, éditions du Seuil
- 2002: Larry Burrows (fotografie), introduction de David Halberstam, Vietnam, éditions Flammarion
- 2003: Bernard Guillot, Le Pavillon blanc, éd. Filigrane
- 2004: Philippe Bordas, L'Afrique à poings nus, éd. Le Seuil
- 2005: Larry Towell, No Man's Land, éditions Textuel
  - mention spéciale Olivia Colo, Wilfrid Estève e Mat Jacob, Photojournalisme à la croisée des chemins, co-édition Marval e EMI-CFD
- 2006: Henri Cartier-Bresson, Scrapbook, éd. Steidl
- 2007: Gilles Mora, La Photographie américaine, 1958-1981, éd. Le Seuil 
  - Mention spéciale a Fazal Sheikh, Ladli, éd. Steidl
- 2008: Sarah Moon, 1 2 3 4 5, éditions Delpire, ISBN 2-85107-238-2
- 2009: Centre Georges Pompidou, La Subversion des Images - Photographie, surréalisme, film, éditions du Centre Georges Pompidou
  - Mention spéciale a Deborah Turbeville, Le passé imparfait, 1978‐1997, éditions Steidl
- 2010: Jean Gaumy (foto) e René Daumal (testi) D'après nature photographies, éditions Xavier Barral
  - Mention spéciale a Maxence Rifflet, Une route, un chemin, éditions Le Point du Jour
- 2011: Jean-Christian Bourcart, Camden, éditions Images en Manoeuvres
- 2012: Marc Riboud, Vers L'Orient, éditions Xavier Barral
- 2013: Mathieu Pernot (foto), Philippe Artières (testi), L'Asile des photographies, éditions Le point du jour
- 2014: Laurent Millet, Les enfantillages pittoresques, éditions Filigranes
- 2015: Bruno Boudjelal, Algérie, clos comme on ferme un livre?, Le Bec en l'air
- 2016: Patrick Zachmann, So Long, China, publié aux éditions Xavier Barral
- 2017: Geraldo de Barros (en), pour Sobras, éditions Chose Commune
- 2018: Paul Fusco, pour The Train. 8 juin 1968. Le dernier voyage de Robert F. Kennedy, publié aux éditions Textuel ISBN 978-2-84597-654-2
- 2019: Miho Kajioka, pour So it goes, the(M) éditions en coédition avec Ibasho
- 2020: FLORE, pour le livre L’odeur de la nuit était celle du jasmin, publié à la Maison CF – Clémentine de la Féronnière
- 2021: Deanna Dikeman, pour Leaving and Waving, publié par Chose Commune
- 2022: Celine Croze, pour Siempre que, publié par Lamaindonne